# Actinote melina
Actinote melina är en fjärilsart som beskrevs av Jordan 1910. Actinote melina ingår i släktet Actinote och familjen praktfjärilar. Inga underarter finns listade i Catalogue of Life.